# Aranysávos toditirannusz
Az aranysávos toditirannusz (Todirostrum chrysocrotaphum) a madarak osztályának a verébalakúak (Passeriformes) rendjébe, a királygébicsfélék (Tyrannidae) családjába tartozó faj.

## Előfordulása
Bolívia, Brazília, Kolumbia, Ecuador, Peru és Venezuela területén honos. A természetes élőhelye szubtrópusi vagy trópusi erősen leromlott egykori erdők, szubtrópusi vagy trópusi síkvidéki nedves erdők, szubtrópusi vagy trópusi mocsári erdők.

## Alfajai
- Todirostrum chrysocrotaphum chrysocrotaphum Strickland, 1850
- Todirostrum chrysocrotaphum guttatum Pelzeln, 1868
- Todirostrum chrysocrotaphum illigeri (Cabanis & Heine, 1859)
- Todirostrum chrysocrotaphum neglectum Carriker, 1932
- Todirostrum chrysocrotaphum simile Zimmer, 1940